# Ecclesia Dei

Brasão Pontifício de João Paulo II

Ecclesia Dei (pt: Igreja de Deus) ou Ecclesia Dei Adflicta (pt: A Aflita Igreja de Deus) -- incipit do documento—é uma Constituição Apostólica em forma de Motu Proprio emitida pelo Papa João Paulo II em 2 de julho de 1988. O documento foi emitido em resposta à ordenação canonicamente irregular de quatro bispos por D. Lefebvre -- emérito da Diocese de Tulle, França -- e D. Antônio de Castro Mayer -- emérito da Diocese de Campos, Rio de Janeiro.
Os então consagrados, o suíço Bernard Fellay, o franco-provençal Bernard Tissier de Mallerais, o inglês Richard Williamson e o cântabro Alfonso de Galarreta, juntamente aos consagrantes incorreram "na grave pena da excomunhão prevista pela disciplina eclesiástica". O motivo foi um ato não-formal cismático.
| "Em si mesmo, tal ato foi uma desobediência ao Romano Pontífice em matéria gravíssima e de importância capital para a unidade da Igreja, como é a ordenação dos bispos, mediante a qual é mantida sacramentalmente a sucessão apostólica. Por isso, tal desobediência - que traz consigo uma rejeição prática do Primado romano - constitui um acto cismático". |

O cardeal Dario Castrillón Hoyos, prefeito da Congregação do Clero e presidente da comissão Ecclesia Dei afirmou que "Não estamos diante de uma heresia. Não se pode dizer em termos corretos, exatos, precisos, que haja um cisma. Há, no facto de consagrar bispos sem o mandato pontifício, uma atitude cismática. Eles estão dentro da Igreja. Há somente o fato de que falta uma plena, uma mais perfeita – como foi dito durante o encontro com Dom Fellay – uma comunhão mais plena, porque a comunhão existe”.
Dada a situação irregular em que passou a se encontrar a Fraternidade São Pio X, os seus dissidentes que aspiraram por manter comunhão com Roma, fundaram a Fraternidade Sacerdotal São Pedro, de caráter missionário e em plena atividade na Igreja.
Através de decreto emitido em 21 de janeiro de 2009 (protocolo nº 126/2009), o Santo Padre Bento XVI revogou as excomunhões.